# Соть
Соть — река в европейской части России; протекает по Ярославской области, в верхнем течении — по Первомайскому району, в нижнем — на границе районов Даниловского на западе и Любимского на востоке. Берёт начало на Даниловской возвышенности, течёт на юго-восток, впадает с северо-запада, рядом с устьем реки Воньга, в Костромской залив Горьковского водохранилища, до создания которого была правым притоком реки Костромы. Длина — 144 км, площадь бассейна — 1460 км². Питание преимущественно снеговое. Половодье в апреле — мае, в это время сплавная. Среднегодовой расход воды — 6,5 м³/с (в 59 км от устья). Подо льдом с конца октября — ноября по апрель.
Соть начинается в урочище Медведково рядом с деревней Малеево Первомайского района, в одном километре от границы с Вологодской областью.
В верхнем течении Соть течёт среди высоких лесных берегов, ширина реки 8—10 метров. В среднем течении, ниже административного центра Первомайского района посёлка Пречистое, расположенного в километре от реки, река расширяется до 15—20 метров. В верхнем и среднем течении река временами образует небольшие перекаты и порожки, течение довольно быстрое. За устьем реки Конши ниже населённого пункта Титово начинает сказываться подпор водохранилища, течение значительно замедляется, река выходит на равнину и начинает образовывать большие излучины.
Около Левинского пересекает автомагистраль М8 «Москва — Холмогоры» и железную дорогу Данилов — Вологда; около Бородино — железную дорогу Данилов — Любим.
В верхнем и среднем течении река имеет броды, доступные технике. Река долгое время использовалась для сплава леса. Местами можно наблюдать деревянные сваи от водяных мельниц. Популярное место для зимней рыбалки жителей близлежащих населённых пунктов и Ярославля. Соть и её приток Лунка также известны среди любителей водного туризма.
В низовьях реки расположен федеральный заказник «Ярославский».

## Притоки
(км от устья)
- Темша (лв)
- 21 км: Конча (пр)
- Варежка (лв)
- 51 км: Лунка (пр)
- Мотенка (лв)
- 73 км: Сонжа (пр)
- 84 км: Поста (лв)
- Безымянка (пр)
- Тюхта (пр)
- Скородумка (лв)
- Кокнас (пр)
- 114 км: Корша (лв)
- 119 км: Козинка (пр)
- 123 км: Чёрная (пр)

## В культуре
«Соть» — одноимённый роман Леонида Леонова (1930 года) о строительстве целлюлозно-бумажного комбината на реке Соть. В литературоведении XX века традиционно интерпретируется как «производственный роман».

## Населённые пункты около реки
Первомайский район — Малеево, Яковцево, Милково, Сосновка, Шадрино, Радково, Заречнево, Плишкино, Дор-Спасский, Афанасово, Пустынь, Григорово, Ильинское, Фенево, Большое Кузьминское, Голосово, Починок, Кривцово, Николо-Гора, Путрево, Савинское, Федяево, Горка, Тюхтедамово, Аристово, Юрьевское, Щеколдино, Соколово, Праунино, Пречистое (посёлок городского типа), Федино, Михалево, Амелькино, Левинское, Корхово, Мулинское, Качалка, Гридино, Кузнецово, Лучинское, Наквасино, Ефимьево, Ильинское, Азарино, Волосово; Даниловский район — Княщина, Юрино; Первомайский район — Пуршево, Богданово; Любимский район — Часовенка, Ивановское, Чирково, Будаково, Дмитриково, Нестерково, Страшево, Бородино, Соть, Верхний Жар, Клепиково, Жар Нижний, Новоселки, Тяпино, Митино; Даниловский район — Ерденево; Любимский район — Белебино, Константиново; Даниловский район — Завражье, Чурилово, Федоровское, Дьяконово; Любимский район — Мистелово, Радово, Дерягино; Даниловский район — Евсевьево, Сандолово, Максимово; Любимский район — Назимово; Даниловский район — Дмитриевское, Новоселки, Титово, Летнево, Качаево, Романцево; Любимский район — Чернятино, Юрьево, Гриденино; Даниловский район — Мыс, Орехово, Любимцево; Любимский район — Понизовки; Даниловский район — Глазово, Поддубново.

## Данные водного реестра
По данным государственного водного реестра России относится к Верхневолжскому бассейновому округу, водохозяйственный участок реки — Волга от Рыбинского гидроузла до города Кострома, без реки Кострома от истока до водомерного поста у деревни Исады, речной подбассейн реки — Волга ниже Рыбинского водохранилища до впадения Оки. Речной бассейн реки — (Верхняя) Волга до Куйбышевского водохранилища (без бассейна Оки).
Код объекта в государственном водном реестре — 8010300212110000011566.